# Сюше (бронепалубный крейсер)
Бронепалубный крейсер II класса «Сюше» (фр. Suchet) — один из первых французских бронепалубных крейсеров малого водоизмещения. По существу являлся версией крейсера «Даву» (фр. Davout), но с установкой водотрубных котлов, вместо огнетрубных.

## Название
Назван в честь маршала Франции Луи Габриэля Сюше, герцога Альбуферского, героя Наполеоновских войн, который особенно прославился своими успехами против испанцев в Каталонии.

## Конструкция

### Корпус
Основным отличием «Сюше» от «Даву» стал корпус, удлинённый на 9 метров, для того, чтобы вместить 24 котла вместо прежних 8. Предполагалось также улучшить с помощью этой меры мореходность. В остальном «Сюше» повторял «Даву»: огромный плугообразный таран, скошенная корма и сильный завал бортов, призванный обеспечить артиллерии хорошие углы обстрела. Крейсер изначально получил массивные боевые мачты с марсами, впоследствии заменённые на мачты-однодревки.

### Силовая установка
Силовая установка питалась паром от 24 водотрубных котлов Бельвиля, впервые установленных на французском крейсере. Запас угля составлял 836 тонн.

### Бронирование
Защита крейсера обеспечивалась прежде всего карапасной броневой палубой. Она находилась выше ватерлинии на 0,45 метра в центральной части корабля.

### Вооружение
Из шести 164-мм орудий два находились в носовой части корабля и могли вести огонь по курсу через порты, остальные располагались в спонсонах, в центральной части крейсера.

## Служба
«Сюше» был заложен в октябре 1887 года на верфи ВМФ в Тулоне. На воду крейсер спустили 10 августа 1893 года, а в строй он вступил в 1894 года. Списан и сдан на слом в 1906 году.